# Nadbrygadier

Naramiennik nadbrygadiera

Nadbrygadier (nadbryg.) – pierwszy z dwóch stopni generalskich w Państwowej Straży Pożarnej. Niższym stopniem jest starszy brygadier (korpus oficerów starszych), a wyższym generał brygadier. Odpowiednik stopnia wojskowego generał brygady, występującego w SZ RP oraz odpowiednik nadinspektora Policji.
Na stopień nadbrygadiera mianuje Prezydent Rzeczypospolitej Polskiej na wniosek ministra właściwego do spraw wewnętrznych.